# Il cigno nero (saggio)
Il cigno nero (titolo originale The Black Swan) è un saggio filosofico/letterario dell'epistemologo, matematico ed ex trader di origine libanese Nassim Nicholas Taleb, esperto di scienze dell'incertezza. Il libro tratta del forte impatto di alcuni avvenimenti rari e imprevedibili e della tendenza umana a trovare retrospettivamente spiegazioni semplicistiche di questi eventi. Questa teoria è da allora conosciuta come la teoria del cigno nero. Il libro copre anche dei soggetti relativi alla conoscenza, all'estetica, agli stili di vita, utilizzando elementi di fantasia.

## Premesse
Il termine “cigno nero” è tratto dalla frase del poeta latino Giovenale “rara avis in terris nigroque simillima cygno”. Questa espressione era utilizzata nelle discussioni filosofiche del XVI secolo a indicare un fatto impossibile o perlomeno improbabile. Si basa sulla presunzione che “tutti i cigni sono bianchi”, asserzione che ha avuto un senso fino alla scoperta del cigno nero australiano Cygnus atratus da parte degli esploratori europei. Questo esempio dimostra come né il ragionamento deduttivo né quello induttivo sono infallibili. Un argomento dipende dalla verità delle sue premesse: una falsa premessa può portare a un risultato sbagliato e dei dati limitati producono una conclusione non corretta. Il limite del ragionamento secondo cui "tutti i cigni sono bianchi" è dato dai limiti dell'esperienza, la quale ci fa credere che non esistano cigni neri.

## Contenuti
Nel saggio di Nassim Nicholas Taleb si descrive come tentare di arginare gli effetti negativi degli eventi detti "cigni neri", sfruttandone anche la parte positiva, piuttosto che tentare di volerli predire. Taleb sostiene che le banche e le imprese commerciali sono molto vulnerabili agli eventi pericolosi. I modelli sviluppati per prevederli non sono adeguati e non danno la quantità delle reali perdite a cui questi enti sono esposti. Taleb afferma che la percezione di un evento di tipo “Cigno nero” dipende dall'osservatore; ad esempio la visione di un evento di tipo “Cigno nero” per un tacchino non è sicuramente identica a quella che ne ha il suo macellaio. Di qui l'obiettivo di "evitare di essere il tacchino" scansando le aree di vulnerabilità per poter "trasformare i cigni neri in cigni bianchi".
Il libro di Nassim Nicholas Taleb è un saggio che sviluppa l'idea che siamo ciechi alla casualità, in particolare per quanto riguarda le grandi deviazioni degli avvenimenti. Taleb spiega questo atteggiamento utilizzando inizialmente argomenti letterari, poi scientifici e matematici. Nella prima parte e l'inizio della seconda parte approfondisce l'aspetto psicologico. Nella seconda e terza parte analizza invece l'aspetto scientifico e commerciale. La quarta parte contiene dei consigli su come affrontare le incertezze del mondo, godendo comunque della vita.
Nel primo capitolo, la teoria del cigno nero si basa sulla storia del Medio Oriente. L'autore chiarisce il suo approccio all'analisi storica. Egli descrive la storia come opaca, come una “scatola nera” di relazioni causa ed effetto. Si constatano gli eventi storici ma non si ha modo di determinare quali eventi li hanno prodotti.
Nel secondo capitolo, Taleb racconta la storia immaginaria di una scrittrice (Evgenija Nikolaevna Krasnova) e del suo libro pubblicato sul web che viene scoperto da una piccola casa editrice. Questa pubblica il libro, che diventa un bestseller internazionale. La piccola casa editrice si trasforma così in una grande società, e la scrittrice è diventata famosa. Questo evento è descritto come un evento Cigno Nero.
Nel terzo capitolo, Taleb introduce i concetti di Estremistan e Mediocristan. Egli li usa come guida per definire le modalità di previsione in base all'ambiente. Gli ambienti Mediocristan sono sicuri e statici. In questo contesto è possibile utilizzare la distribuzione gaussiana. Negli ambienti Estremistan invece è errato utilizzare una distribuzione gaussiana, in quanto sono ambienti dinamici e imprevedibili.
Il quarto capitolo raccoglie gli argomenti discussi in precedenza, applicandoli alla sorte del tacchino. Taleb lo usa per illustrare il problema filosofico dell'induzione, spiegando che le prestazioni passate, le serie storiche, non sono a suo dire indicatori del rendimento futuro.

## Cigno nero e razionalità limitata
L'approccio del “cigno nero” è diverso rispetto agli approcci filosofici precedenti, in particolare dall'epistemologia, in quanto si tratta di un fenomeno con specifiche proprietà empiriche e statistiche che egli chiama "il quarto quadrante". Il problema secondo Taleb è legato alle limitazioni cognitive del processo decisionale. Queste limitazioni sono due: filosofiche (matematiche) ed empiriche (pregiudizi umani). Il problema filosofico è relativo alla scarsità delle conoscenze a disposizione al momento dell'analisi degli eventi rari in quanto questi non appaiono nei campioni statistici del passato. Nel quarto quadrante la conoscenza è incerta e le conseguenze enormi.
Prima di Taleb autori come Hume, Mill e Popper si sono concentrati sul problema dell'induzione logica, cercando di trarre conclusioni generali a partire da osservazioni specifiche. Nel “Cigno Nero” Taleb si concentra su un evento unico con grande impatto. La sua tesi è che quasi tutti gli eventi storici provengono dall'inaspettato. Nonostante ciò l'uomo si convince che questi eventi sono spiegabili col senno di poi (bias). Questo perché gli esseri umani non riconoscono gli eventi rari e in parte perché la natura della nostra esperienza ci porta ad avere la propensione ad estendere le conoscenze e le esperienze esistenti a eventi ed esperienze future. Ad aggravare questa tendenza naturale entra in gioco anche la nostra formazione culturale e formale. La formazione culturale è un requisito necessario per l'apprendimento; infatti Bertrand Russell ha osservato: "Una mente aperta è una mente vuota". Tuttavia non possiamo essere completamente aperti, ma dobbiamo evitare anche di essere completamente chiusi. Sarebbe più efficace se si potesse trovare un equilibrio tra il noto e l'ignoto e tra i limiti della nostra conoscenza e quelli dell'esperienza. L'effetto di eventi imprevisti è probabile che sia parte integrante della ricerca di questo equilibrio. Così, il raro e l'inaspettato sono molto più significativi per la nostra formazione culturale di quanto la gente spesso immagina. Taleb sostiene che la proposizione "sappiamo", in molti casi, è un'illusione, anche se necessaria; la mente umana tende a pensare che lo sa, ma non sempre si ha una base solida per questo delirio di conoscenza. Questa nozione che non sappiamo è molto vecchia, databile, almeno fino ai tempi di Socrate. Il metodo socratico di interrogativo e confessione di ignoranza è l'approccio giusto. Analogamente, ponendosi contro a chi ritiene che il progresso della scienza abbia reso il mondo perfettamente spiegabile, Taleb sostiene che pur essendo vero che la scienza ha aggiunto la conoscenza, noi corriamo sempre il rischio di vivere esperienze improbabili e rare con il rischio di essere scioccati da questa conoscenza ed esperienza o di non essere aperti a essa. Così le parole di Socrate contengono una grande verità: “so di non sapere”.
Taleb a questo punto mette in dubbio anche l'autorità degli esperti. Dato che la verità dietro la scienza è limitata e così come il metodo scientifico, la forza conferita a un tecnico o a uno scienziato da un diploma o una laurea viene corrosa. Infatti, l'autorità può soffocare l'esperienza empirica che, tante volte, ha dimostrato di avere una base solida.

## La fallacia narrativa
Altro aspetto degno di analisi è la "fallacia narrativa" (detta anche correlazione illusoria) che si riferisce alla nostra tendenza a costruire senza motivo storie intorno a fatti. Ad esempio si crede che l'amore possa servire a uno scopo, ma quando si comincia a credere alle storie si rischia di cadere in errore o di trovarsi di fronte a eventi imprevisti, i cigni neri.